# Liste des présidents de l'Assemblée législative de la Saskatchewan
 (novembre 2024).
Si vous disposez d'ouvrages ou d'articles de référence ou si vous connaissez des sites web de qualité traitant du thème abordé ici, merci de compléter l'article en donnant les références utiles à sa vérifiabilité et en les liant à la section « Notes et références ».
Un speaker est le président d'un parlement. Le speaker du parlement saskatchewanais dirige les députés de l'assemblée.

## Liste des speakers
| Numéro | Speaker                    | Parti | Parti                           | Début | Fin         |
| ------ | -------------------------- | ----- | ------------------------------- | ----- | ----------- |
| 1      | Thomas MacNutt             |       | Parti libéral                   | 1906  | 1908        |
| 2      | William Charles Sutherland |       | Parti libéral                   | 1908  | 1912        |
| 3      | John Albert Sheppard       |       | Parti libéral                   | 1912  | 1916        |
| 4      | Robert Menzies Mitchell    |       | Parti libéral                   | 1917  | 1919        |
| 5      | George Adam Scott          |       | Parti libéral                   | 1919  | 1925        |
| 6      | Walter George Robinson     |       | Parti libéral                   | 1925  | 1929        |
| 7      | James Fraser Bryant        |       | Parti conservateur              | 1929  | 1929        |
| 8      | Robert Sterritt Leslie     |       | Parti progressiste              | 1930  | 1934        |
| 9      | John Mason Parker          |       | Parti libéral                   | 1934  | 1938        |
| 10     | Charles Agar               |       | Parti libéral                   | 1939  | 1944        |
| 11     | Tom Johnston (en)          |       | Commonwealth Federation         | 1944  | 1956        |
| 12     | James Andrew Darling       |       | Commonwealth Federation         | 1957  | 1960        |
| 13     | Everett Irvine Wood        |       | Commonwealth Federation         | 1961  | 1961        |
| 14     | Frederick Arthur Dewhurst  |       | Nouveau Parti démocratique      | 1962  | 1964        |
| 15     | James Snedker              |       | Parti libéral                   | 1965  | 1971        |
| -      | Frederick Arthur Dewhurst  |       | Nouveau Parti démocratique      | 1971  | 1975        |
| 16     | John Edward Brockelbank    |       | Nouveau Parti démocratique      | 1975  | 1982        |
| 17     | Herbert Junior Swan        |       | Parti progressiste-conservateur | 1982  | 1986        |
| 18     | Arnold Bernard Tusa        |       | Parti progressiste-conservateur | 1986  | 1991        |
| 19     | Herman Harold Rolfes       |       | Nouveau Parti démocratique      | 1991  | 1996        |
| 20     | Glenn Hagel                |       | Nouveau Parti démocratique      | 1996  | 1999        |
| 21     | Ron Osika                  |       | Parti libéral                   | 1999  | 2001        |
| 22     | Myron Kowalsky             |       | Nouveau Parti démocratique      | 2001  | 2007        |
| 23     | Don Toth                   |       | Parti saskatchewanais           | 2007  | 2011        |
| 24     | Dan D'Autremont            |       | Parti saskatchewanais           | 2011  | 2016        |
| 25     | Corey Tochor               |       | Parti saskatchewanais           | 2016  | 2018        |
| 26     | Mark Docherty              |       | Parti saskatchewanais           | 2018  | 2020        |
| 27     | Randy Weekes               |       | Parti saskatchewanais           | 2020  | 2024        |
| 27     | Randy Weekes               |       | Indépendant                     | 2024  | 2024        |
| 28     | Todd Goudy                 |       | Parti saskatchewanais           | 2024  | En fonction |